# Macau (navio)
O Macau foi um navio mercante a vapor brasileiro pertencente ao Loide Brasileiro.
O navio foi construído em 1912, em Flensburgo, na Alemanha, e emprendeu viagens comerciais entre os anos de 1912 e 1914.
Chegou ao Brasil em agosto de 1914, denominado então como Palatia sob bandeira alemã, e foi apreendido pelo governo brasileiro em 1 de junho de 1917, como recompensa devido ao torpedeamento do navio Paraná, ocorrido poucos meses antes.

## O Ataque Alemão (1917)
O navio partiu do porto de Santos em 7 de setembro de 1917, com escala prevista em Recife. O navio não levava armas (já que o Brasil continuava neutro) e era comando pelo capitão Saturnino Furtado de Mendonça, levando uma carga de café e cacau para o porto de Le Havre, na França.
Em 18 de outubro, estando a 250 milhas (402 quilômetros) do Cabo Finisterra, às 5h20 da tarde, a tripulação de 50 pessoas do Macau viu que a embarcação estava sendo seguida por dois submarinos alemães. O navio foi atingido por um torpedo à meia nau a bombordo. A explosão causou a morte de duas pessoas, um foguista e um graxeiro que ficaram soterrados debaixo duma pilha de hulha.
Depois, a tripulação do submarino U-93 exigiu que o navio fosse abandonado, já que o Macau seria bombardeado. O comandante do U-93, Helmuth Gerlach, conversou com o capitão do navio Saturnino de Mendonça. A baleeira em que Saturnino estava chegou perto do U-boot, e o capitão estava acompanhado do taifeiro do navio, Arlindo Dias dos Santos.
Após uma conversa em castelhano, onde foram feitas perguntas sobre a rota, a nacionalidade e a carga do navio, o capitão e o taifeiro subiram de volta para a baleeira, quando todos os outros tripulantes já haviam sido resgatados. Até hoje, não se sabe o que aconteceu com eles. Minutos depois, o navio recebeu 12 tiros de canhão, até ir à pique.
No naufrágio, pereceram 2 pessoas e sumiram outras 2, resultando em 4 baixas.

## Repercussão no Brasil
O Cancelário, Nilo Peçanha, enviou vários telegramas entre o Palácio do Itamaraty e o Reichstag, telegramas estes que visavam entender o porque do sumiço de dois brasileiros.
Em Maceió, houve passeatas e manifestações, devido ao sumiço de Saturnino de Mendonça (que era alagoano). As passeatas e as manifestações que ocorreram no resto do Brasil pediam a entrada imediata do Brasil na guerra.
O Presidente Wenceslau Braz, em face do quarto afundamento de navio mercante brasileiro, enviou mensagem ao congresso declarando o estado de guerra com a Alemanha em 26 de outubro de 1917.